# Fimbristylis ammobia
Fimbristylis ammobia är en halvgräsart som beskrevs av Latz. Fimbristylis ammobia ingår i släktet Fimbristylis och familjen halvgräs. Inga underarter finns listade i Catalogue of Life.